# Berani Zlín
Berani Zlín is een Tsjechische ijshockeyclub uit Zlín  uitkomend in de 1. česká hokejová liga, het op één na hoogste niveau van het land. De thuiswedstrijden worden gespeeld in het Zimní stadion Luďka Čajky. Berani Zlín is als SK Baťa Zlín in 1929 opgericht en is tweevoudig kampioen van Tsjechië.

## Naamswijzigingen
- 1929 – SK Baťa Zlín (Sportovní klub Baťa Zlín)
- 1945 – ZK Baťa Zlín (Závodní klub Baťa Zlín)
- 1948 – Sokol Botostroj Zlín
- 1949 – Sokol Svit Gottwaldov
- 1953 – DSO Jiskra Gottwaldov (Dobrovolná sportovní organizace Jiskra Gottwaldov)
- 1956 – TJ Spartak ZPS Gottwaldov (Tělovýchovná jednota Spartak Závody přesného strojírenství Gottwaldov)
- 1958 – TJ Gottwaldov (Tělovýchovná jednota Gottwaldov)
- 1989 – TJ Zlín (Tělovýchovná jednota Zlín)
- 1990 – SK Zlín (Sportovní klub Zlín)
- 1990 – AC ZPS Zlín (Associated Club Závody přesného strojírenství Zlín)
- 1997 – HC ZPS-Barum Zlín (Hockey Club Závody přesného strojírenství-Barum Zlín)
- 1999 – HC Barum Continental Zlín (Hockey Club Barum Continental Zlín)
- 2000 – HC Continental Zlín (Hockey Club Continental Zlín)
- 2002 – HC Hamé Zlín (Hockey Club Hamé Zlín)
- 2007 – RI Okna Zlín
- 2009 – PSG Zlín
- 2017 – Aukro Berani Zlín
- 2018 – PSG Berani Zlín
- 2023 – Berani Zlín

## Erelijst
| Nationaal sinds 1993            |    |                  |
| Kampioen Extraliga              | 1× | 2003/04, 2013/14 |
| Kampioen 1. česká hokejová liga | 1× | 2022/23          |